# Paz Buttedahl

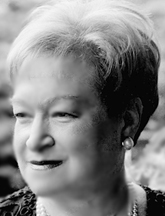
Dra. Paz G. Buttedahl, Profesora de la Universidad de Columbia Británica, 1998

Paz Buttedahl (8 de abril de 1942 Santiago, Chile – 8 de octubre de 2007, Victoria, Canadá) fue profesora emérita de la  Universidad de Columbia Británica y de la Universidad Royal Roads, e investigadora y asesora internacional para temas de educación. Paz nació en Chile y desarrolló su carrera profesional en Canadá, donde vivió hasta su muerte. Estuvo casada con el Dr. Prof. Knute Buttedahl. Merecedora de varias distinciones académicos por su cooperación y contribución en Educación Global y Construcción de la Paz. Miembro Academia Mundial de Arte y Ciencia ( WAAS )  participó con la Comisión de Consolidación de la Paz. 

## Infancia
Nacida como Cecilia Paz Goycoolea Grunwald en Santiago, Chile. Pasó la mayor parte de su infancia en esta ciudad. Hija de inmigrantes, su padre Carlos Goycoolea De La Cerda  un era un hombre de negocios de familia Católica proveniente del País Vasco Euskadi, España, y su madre dueña de casa Cecilia Grunwald Schkolnik pertencia a una familia Judía. Su madre, le dio como segundo nombre Paz, por la palabra española paz. "Pacita" como le decían cariñosamente, tuvo dos hermanas, Loreto y Sofía, y un hermano Valerio. Al finalizar sus estudios secundarios, en un colegio de religiosas en Santiago, deja su hogar familiar para unirse a la orden de las Misioneras Carmelitas Teresianos en el Mundo (CMT) y fue enviada a trabajar en el convento "Santa Teresa delle Suore Carmelitane Missionarie Teresiane" en Nogoyá, Argentina, donde posteriormente obtendría una beca de estudios a los Estados Unidos.   En 1967, se casó con César Ascui y tuvieron dos hijos, María José en 1968 y Juan Ignacio en 1970.

## Trayectoria académica
Paz hablaba español, portugués, italiano, francés y aprendió inglés de adulta. La influencia de su trabajó con el educador brasileño y defensor de la justicia social Paulo Freire durante sus años de exilio cambió su opinión de ser monja.
Luego de obtener una beca en la Universidad Estatal de Florida en Tallahassee, sacó su doctorado en Educación, especializada en Desarrollo Sustentable, con fondos de una beca para producir un programa de televisión dedicado a la inclusión de jóvenes estudiantes latinoamericanos, se concentró en producir videos sobre temas de actualidad para lograr que la juventud se quede en la escuela hasta completar sus estudios. Trabajando en este proyecto universitario encontró a quien sería su segundo marido, el Dr. Prof. Knute Buttedahl. Se trasladaron a vivir a Canadá junto a los hijos de Paz, nacidos de su primer matrimonio con César Ascui,  María José y Juan Ignacio.
 En Toronto, Paz comenzó su labor profesional como investigadora educativa y directora de programa para el Centro de Investigación de Desarrollo Internacional (IDRC) y en la conducción de proyectos para la Agencia de Desarrollo Internacional canadiense (ACDI-CIDA)  realización proyectos por todo el mundo en educación global, principalmente en América Latina y Asia.

En 1978, nuevamente se traslada con su familia, esta vez a Vancouver donde trabaja por dos décadas como profesora en Facultad de Educación, en la UBC Universidad de Columbia Británica. En 1998 fundó  “VIA Vancouver Institute for the Americas”, para apoyar investigación de alta calidad en Desarrollo de Recursos Humanos y Formación de Programas para realizaciones de la cooperación mundial. VIA desarrolló e implementó programas asistidos por Unesco, también participó en realizaciones de Reformas Educativas multinacionales con Michelle Bachelet, siendo parte integral en el desarrollo del proyecto ENLACES-Mineduc, plataforma de e-aprendizaje y  centros educativos.
 
El 11 de marzo de 2000, Paz enviudó cuando Knute Buttedahl sucumbió al cáncer.
Ella dedicó su vida a la evolución de  VIA  y ha proyectos para el desarrollo de  Mujeres. Tomó una posición académica en Victoria en la Universidad de Caminos Real, donde lanzó un programa de Maestría centrado en la educación para la construcción de la paz y la gobernanza. Se casó en Victoria con su tercer y último esposo, John K. Park, quien le propuso matrimonio en un viaje que realizaron a Chile. Paz murió a los 65 años debido a un cáncer.

## Legado
Actualmente varias becas
 universitarias y fondos para proyectos académicos, llevan su nombre en honor a su labor educativa. Como por ejemplo  "Premio al Logro de Carrera Paz Buttedahl en la Academia".